# Antoine Jean-Louis Galland
Antoine Jean-Louis Galland (* 19. April 1792 in Genf; † 9. Mai 1862 in Neuveville) war ein Schweizer evangelischer Geistlicher und Hochschullehrer.

## Leben

### Familie
Antoine Jean-Louis Galland war der Sohn des Schneiders Jean-Marc Galland (* 1745 in Genf; † 28. Februar 1814 ebenda) und von dessen Ehefrau Anne-Esther (geb. Viret) (* 1754; † 10. Februar 1827 ebenda); er hatte noch zwei Geschwister.
Er war seit dem 16. August 1816 mit Henriette-Jeanne-Elisabeth, Tochter des Grundbesitzers Bernard Reichenbach verheiratet.
Sein Grab befindet sich auf dem Friedhof in La Neuveville.

### Werdegang
Antoine Jean-Louis Galland gründete 1810 gemeinsam mit Jean-Nicolas Coulin (nicht zu verwechseln mit Jean-Etienne Coulin (1792–1869)), Ami Bost, Henri-Louis Empeytaz, Louis Gaussen (1790–1863), Emile Guers (1794–1882) und Henri Pyt (1796–1835) den Bibelkreis Société des Amis, eine Brüderunität mährischer Richtung (siehe auch Böhmische Brüder), der sich 1813 auf Bestreben der Compagnie des pasteurs wieder auflöste. Die Auflösung erfolgte, weil die Zusammenkünfte nicht durch kirchliche Behörden genehmigt worden waren und auf eine dissidente Kirche hinausliefen.
Er immatrikulierte sich 1811 zu einem Theologiestudium an der Académie de Genève und wurde 1815 ordiniert;  seine Dissertation trug den Titel Thèses théologiques sur la nécessité des miracles pour prouver la divinité d’une révélation. Während seines Studiums bewegte er sich bereits in den Kreisen der Erweckungsbewegung, des Réveil; zusammen mit anderen Theologiestudenten nahm er an religiösen Veranstaltungen teil, um den aufklärerischen Gedanken in der Genfer Kirche entgegenzuwirken.
1816 wurde er Kaplan der Genfer Garnison und war von 1816 bis 1824 Diakon an der Französischen Kirche Bern; in dieser Zeit erhielt er 1817 Besuch vom schottischen Laienprediger Robert Haldane (1764–1842), der einen grossen Einfluss auf den Réveil ausübte. Bei privaten Veranstaltungen, an denen unter anderem auch die spätere Gründerin des Berner Diakonissenhauses,  Sophie Dändliker-von Wurstemberger, teilnahm, brachte er das Gedankengut des Réveil nach Bern und beeinflusste damit wesentlich, dass dort 1828 die freie evangelische Gemeinde, die Eglise de Dieu, entstand. In Bern unterrichtete er unter anderem auch Karl Howald (1796–1869) im Predigen.
Er war, auf Drängen des Pariser Pfarrers Frédéric Monod (1794–1863), in der Zeit von 1824 bis 1826 Leiter des Instituts der evangelischen Missionsgesellschaft in Paris und kehrte dann aus gesundheitlichen Gründen nach Genf zurück.
1831 war er, gemeinsam mit Louis Gaussen, Mitbegründer der Evangelischen Gesellschaft, der Société évangéliques, und deren Vizepräsident; dies führte jedoch zu einem Ausschluss aus dem Kirchendienst und ein gegen ihn verhängtes Predigtverbot. Von 1832 bis 1838 lehrte er Praktische Theologie an der neu errichteten Freien Theologischen Schule der Evangelischen Gesellschaft, ohne jedoch Separatist zu sein.
1838 kehrte er in den Kanton Bern zurück, um seinen Beruf ausüben zu können, und war von 1838 bis 1854 in Pfarrer in Sonvilier sowie von 1854 bis 1862 Pfarrer in La Neuveville; in dieser Zeit wurde er 1852 Dekan des Kapitels von Biel.

## Schriften (Auswahl)
- Thèses théologiques sur la nécessité des miracles pour prouver la divinité d’une révélation. L. Sestié, Genève 1813.
- Adresse fraternelle à M. le professeur Chenevière: pour l’édification de l’église. Impr. Wolfrath, Neuchâtel 1820.
- Etudes chrétiennes, ou fragmens d’un cours de théologie pratique. Genéve 1833.
- Protestantisme et protestation. Susanne Guers, Genève; J.-J. Risler, Paris 1835.
- L’unité évangelique. Paris 1853.